# Twin Peaks
Twin Peaks (Alternativtitel: Das Geheimnis von Twin Peaks) ist eine US-amerikanische Fernsehserie aus den Jahren 1990, 1991 und 2017, entwickelt von David Lynch und Mark Frost. Sie lässt sich den Genres Kriminalfilm, Mystery- und Horrorfilm zuordnen, enthält aber auch Elemente einer klassischen Seifenoper. Während der Ermittlungen an einem Mordfall wird ein Labyrinth aus Sex, Drogen, Lügen und Gewalt aufgedeckt, das sich hinter der idyllischen Fassade der Kleinstadt Twin Peaks im äußersten Norden der USA verbirgt. Vor allem in der zweiten Staffel treten dabei auch übernatürlich-phantastische Elemente immer stärker in den Vordergrund.
Der Pilotfilm wurde von dem US-amerikanischen Fernsehsender ABC am 8. April 1990 ausgestrahlt, die erste deutsche Synchronfassung am 10. September 1991 auf RTL plus. Die Serie bestand ursprünglich aus einem Pilotfilm und 29 Episoden, ein im Nachhinein gedrehtes Prequel mit dem Titel Twin Peaks – Der Film feierte am 16. Mai 1992 Premiere.
Twin Peaks wurde unter anderem mit drei Golden Globes und zwei Emmys ausgezeichnet. Die Kritiker lobten vor allem die erste Staffel, die das US-Fernsehen prägend verändert und mit Witz und Humor gepunktet habe. Auf der Website Metacritic, welche Kritiken verschiedener Redaktionen zusammenfasst, liegt der Metascore der ersten Reihe bei 96 Prozent.
Im Oktober 2014 wurde bekannt, dass Showtime eine Wiederbelebung der Serie in Form einer dritten Staffel plante. Die 18 Teile wurden vom 21. Mai bis 3. September 2017 gesendet. In Deutschland sicherte sich Sky Deutschland die Rechte und zeigte die Folgen ab dem 22. Mai 2017 im Originalton parallel zur US-Ausstrahlung bzw. in der deutschen Synchronfassung vier Tage später auf Sky Atlantic HD.

## Inhalt
Leitthema der ersten Staffel und ersten Hälfte der zweiten Staffel ist die Aufklärung des Mordes an Laura Palmer, geführt durch den FBI-Agenten Dale Cooper (gespielt von Kyle MacLachlan). Im Zuge der Ermittlungen kommen die Abgründe des idyllisch scheinenden Kleinstadtlebens zum Vorschein. Dabei verstehen es die Macher, Plotelemente US-amerikanischer Kriminalserien mit ironisch-überhöhten Stilmitteln der Seifenoper zu mischen und außerdem zahlreiche surreale und mystische Elemente einzuweben. Die Untersuchung findet in Episode 16 mit der Überführung und dem Tod des Mörders, Laura Palmers Vater Leland, ihren Abschluss. Der wahre Täter, ein dämonischer Geist namens Bob, der in der Lage ist, von Menschen Besitz zu ergreifen, kann jedoch nicht vernichtet werden.
Die restliche zweite Staffel, die sich nahtlos an die Palmer-Ermittlung anschließt, dreht sich um die Suche nach Coopers ehemaligem FBI-Kollegen und Mentor Windom Earle. Cooper hatte einst eine Affäre mit Earles Ehefrau, die als Zeugin in einem Gerichtsprozess auftreten sollte und für den Zeitraum bis zur Verhandlung unter Coopers Schutz gestellt wurde. Earle ermordete seine Frau im Wahn und wurde dafür in eine psychiatrische Anstalt eingeliefert. Seitdem herrscht Feindschaft zwischen Earle und Cooper. Earle gelingt die Flucht nach Twin Peaks, wo er Cooper ein aus der Ferne geführtes Schachspiel aufzwingt, bei dem für jede geschlagene Figur ein Mensch sein Leben verliert. Während Cooper und seine Helfer des Sheriffbüros fieberhaft nach einer Spur des flüchtigen Ex-Polizisten suchen, finden sie heraus, dass Windom Earles eigentliches Ziel die Suche nach der sogenannten Schwarzen Hütte ist. Dieser mystische Ort in den Wäldern von Twin Peaks gilt als Sammelpunkt des Bösen, von dem aus beispielsweise auch der böse Geist Bob die Stadt bedroht. Earle hofft, mit Hilfe der Schwarzen Hütte große Macht zu erlangen. Nachdem Earle Coopers neue Liebe Annie Blackburn entführt hat, folgt ihm Cooper schließlich in die Schwarze Hütte. Dort wird Earle nach einem missglückten Mordversuch an Cooper von Bob getötet und Cooper erhält Einblick in die Natur des Ortes. Er trifft dort etwa auf seinen teuflischen Doppelgänger, sein Schattenselbst. Cooper kann die Schwarze Hütte zusammen mit Annie wieder verlassen, zurück in Twin Peaks stellt sich jedoch heraus, dass Cooper in der schwarzen Hütte verblieb, wohingegen sein Schattenselbst mit Bob verschmolzen in Twin Peaks angekommen ist. An dieser Stelle endete die Serie mit einem lange Zeit als solchem angenommenen offenen Schluss. Die dritte Staffel setzt inhaltlich wie produktionstechnisch nach über 25 Jahren die Geschehnisse fort.

## Intro

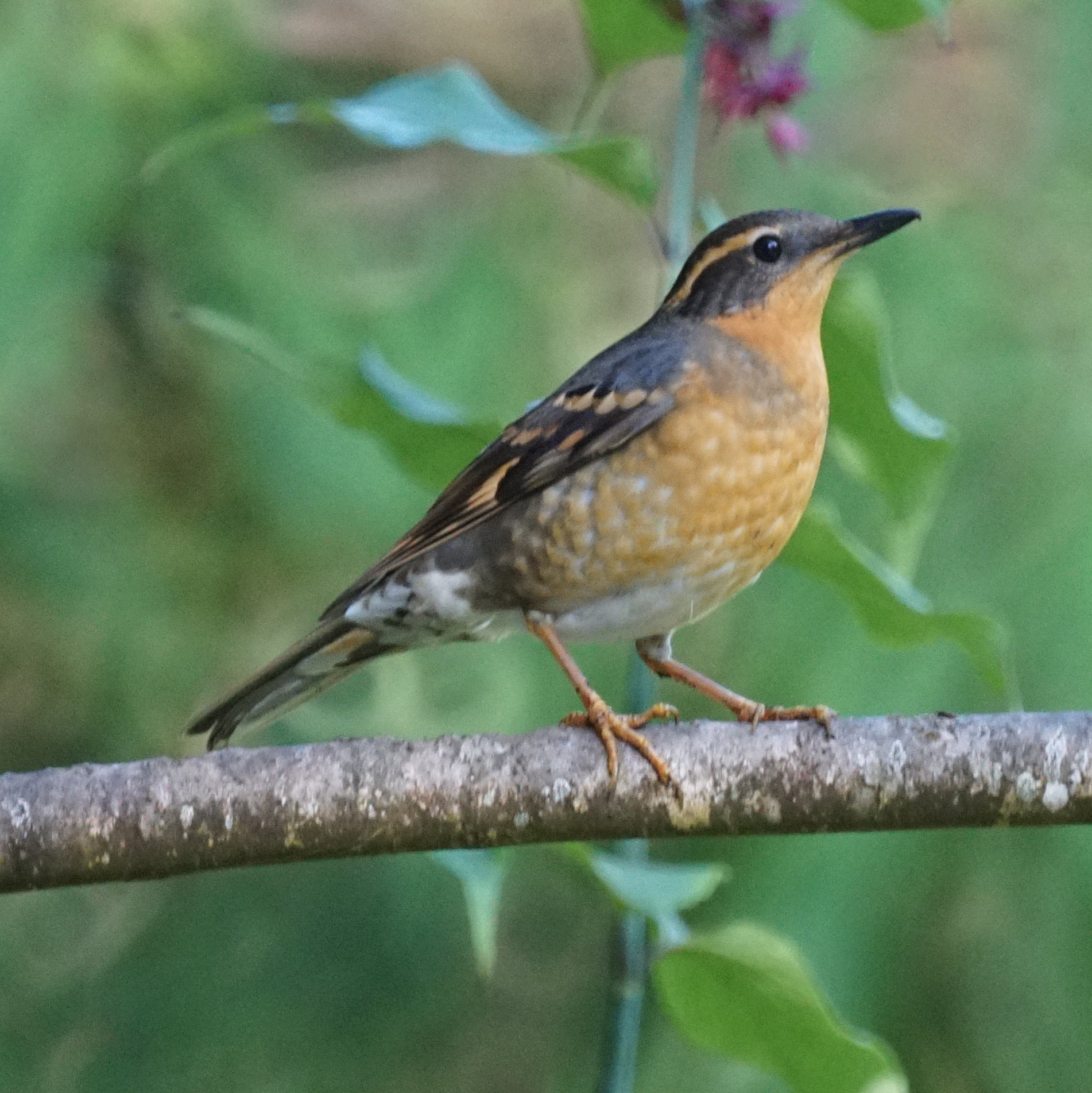
Halsbanddrossel

Einen bleibenden Eindruck hinterlässt die Eröffnungssequenz der Folgen der ersten und zweiten Staffel. Eine Halsbanddrossel hebt den Kopf, Rauch steigt aus Schornsteinen in den Winterhimmel. Funkensprühende Schleifscheiben schärfen Kreissägeblätter. Dann der Schriftzug Twin Peaks mit der Einwohnerzahl 51 201, dahinter die namensgebende doppelte Bergspitze.

## Produktionsprozess
David Lynch und Mark Frost trafen sich 1986 auf Initiative von Tony Krantz, der beide Autoren mit seiner Creative Artists Agency (CAA) vertrat. Erste gemeinsame Projekte entstanden: Drehbücher wie Goddess oder One Saliva Bubble (1987) fanden jedoch keinen Abnehmer. Krantz schlug beiden daraufhin vor, sich gemeinsam an einer Fernsehserie zu versuchen. Er sah darin die Chance, Frosts Erfahrung von Polizeirevier Hill Street mit Lynchs visionärem Denken zu verbinden. Nach anfänglicher Skepsis setzten sich beide zusammen und entwickelten ein Drehbuch mit dem Titel The Lemurians für den Pilotfilm einer Serie um ein paar Detektive, die gegen Außerirdische kämpfen müssen, die sich unter die Erdbevölkerung geschlichen haben. Der Sender NBC, Frosts Arbeitgeber, lehnte das Skript ab. Daraufhin machten sich im August 1988 beide an die Arbeit, ein neues Drehbuch zu verfassen: Northwest Passage. Dem Projekt lag die Idee zugrunde, in einer Seifenoper einen Mord passieren zu lassen, auf dem anschließend der gesamte Inhalt aufbaut. Handlungsort sollte eine Kleinstadt im Norden der USA sein. Um sich besser zurechtzufinden, entwarf Frost eine Karte der Stadt und ihrer Umgebung. Dabei lag die Stadt zwischen zwei Bergen und die Autoren benannten ihr Projekt in Twin Peaks (Zwillingsgipfel) um. Nach drei Monaten fruchtbarer Diskussion schrieben Lynch und Frost das Drehbuch für den Pilotfilm in zehn Tagen. Der Fernsehsender ABC zeigte sich bereit, den Pilotfilm zu finanzieren, und ließ dabei den Schöpfern den nötigen Freiraum.

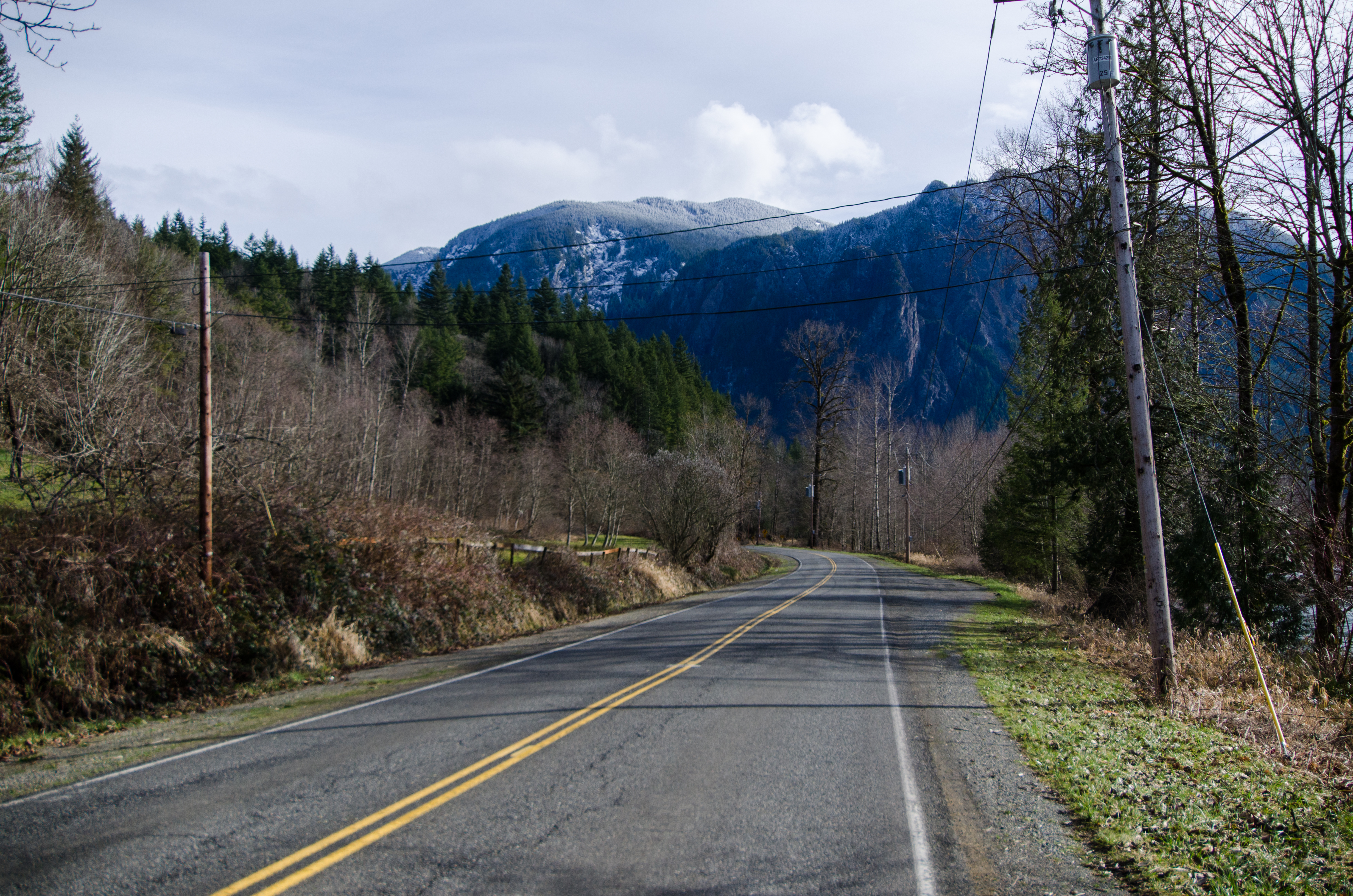
Die Southeast Reinig Road nähe Snoqualmie (Washington) diente als Kulisse für das Poster.

Den passenden Drehort fand man 50 Kilometer östlich von Seattle in Snoqualmie und North Bend. Sie boten den von den Autoren vorgesehenen See mit einem Wasserfall und zwei schneebedeckte Berge am Horizont, den Mount Si und den Little Si. Unter der Regie von Lynch wurden dort im März 1989 die Außenaufnahmen gemacht, die Innenszenen entstanden im San Fernando Valley in den City-Studios. „In 21 Drehtagen war die Sache im Kasten […] Den Verantwortlichen bei ABC gefiel meine Arbeit, aber gleichzeitig hatten sie Angst“, erinnert sich Lynch.
Im Mai 1989 gab es eine Vorführung für internationale Programmeinkäufer, die zu einem großen Erfolg wurde: Twin Peaks wurde später in 55 Länder verkauft. ABC gab eine provisorische Reihe von sieben Folgen in Auftrag.
Im September 1989 wurde der Pilotfilm auf dem Filmfestival in Telluride in Colorado offiziell uraufgeführt. Die Kritiken fielen positiv bis lobend aus, trotzdem befürchtete der Sender, eine Serie für bloße Filmliebhaber produziert zu haben. Als um 21 Uhr am 8. April 1990 der Film schließlich im US-amerikanischen Fernsehen ausgestrahlt wurde, wurde klar, dass man einen Hit gelandet hatte: 35 Millionen Zuschauer verfolgten den Pilot, was einem Anteil von 33 Prozent entsprach.
Nach diesem anfänglichen Hoch wurden Mark Frost und David Lynch vom Sender ABC im Mai 1990 beauftragt einen zweiten Pilotfilm und weitere zwölf Folgen zu produzieren.
Dabei drängte der Sender Lynch und Frost: „Ihr müsst den Mörder von Laura Palmer enthüllen.“ Beide hatten jedoch vor, den Mörder nie zu entlarven. Nach der Enthüllung verlor die Serie mehr und mehr Zuschauer. Dieser Eingriff des Senders änderte das Skript und den geplanten Serienverlauf massiv. Dies schlug sich hauptsächlich in dramaturgischen Aspekten nieder, so dass auch der am weiteren Verlauf der Serie interessierte Publikumskern durch die Anhäufung von Mystery-Aspekten und einen dem bisherigen Serienverlauf nicht entsprechenden Tiefegrad des Stoffes überfordert wurde. Der teils für die dritte Staffel vorgesehene Stoff musste – soweit vorhanden – von Mark Frost in das Skript der zweiten Staffel eingearbeitet werden, da die Produktion am Ende der zweiten Staffel eingestellt wurde. Mark Frost arbeitete seine jahrelange, aber zuletzt durch die Einstellung der Serie gehemmte Beschäftigung mit dem Twin-Peaks-Stoff in seinem Buch Sieben auf.
Ferner wurde für diejenigen Länder, die nur den Pilotfilm der ersten Staffel als eigenständigen Spielfilm ausstrahlen wollten, ein spezielles Ende („international Ending“) von rd. 20 Minuten Länge produziert, in dem die Handlungsstränge aufgelöst und der Mörder entlarvt wurde. Teile dieser Sequenzen fanden als Traumszenen in der 2. regulären Staffel auch in der Serie eine Verwendung.
Bei der US-Ausstrahlung wurden die einzelnen Folgen von der „Loglady“ eingeführt – weil es bei der deutschen Erstausstrahlung noch unüblich war mit der Handlung noch vor den Titelsequenzen zu beginnen, erfuhren diese Passagen ihre Premiere erst mit der DVD-Veröffentlichung.
1992 brachte David Lynch den Film Twin Peaks – Der Film, der im englischen Original Twin Peaks: Fire Walk with Me heißt, in die Kinos. Er ist ein unmittelbares Prequel zur Serie, zeigt also den Mord an Laura Palmer und dessen Vorgeschichte. Der große Erfolg blieb aus, wohl nicht zuletzt weil vieles von dem, was die Serie Twin Peaks ausgemacht hatte, hier gar nicht oder nur gekürzt wiedergegeben werden konnte, so etwa die zahlreichen verschrobenen Charaktere.

### Originalversion und Internationale Version des Pilotfilms
Der Pilotfilm Das Geheimnis von Twin Peaks existiert in zwei Fassungen. Die Originalversion und die internationale Version unterscheiden sich in fast 19 Minuten. Beide Fassungen sind auf der deutschen Blu-ray-Veröffentlichung enthalten, wobei die internationale Version das nicht synchronisierte, englische Original mit Untertiteln ist.

### Episodentitel
Im US-amerikanischen Original hatten die einzelnen Episoden der ersten Staffel keine Titel. Für die deutsche Fernsehausstrahlung dachte sich RTL plus Titel aus, die wiederum bei der Wiederholung der Serie im US-Kabelfernsehen ins Englische übersetzt und später weltweit übernommen wurden. Für die zweite Staffel legte David Lynch dann eigene Episodentitel fest.

## Ausstrahlung

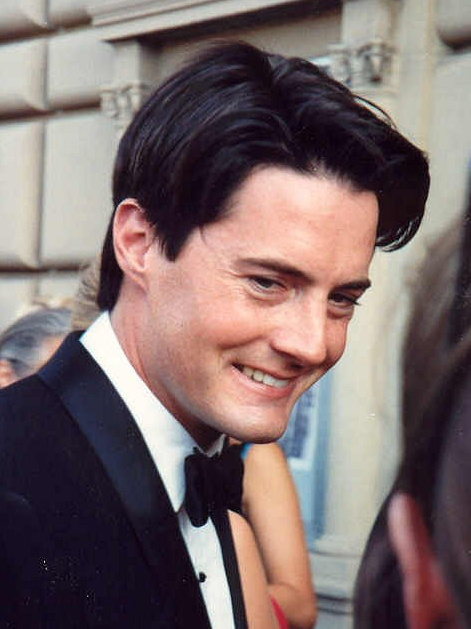
Kyle MacLachlan (Special Agent Dale Cooper) bei der Primetime-Emmy-Verleihung 1991

Der große Erfolg in Deutschland blieb vielleicht nicht zuletzt deshalb aus, weil RTL plus die Serie freitags um 21:10 Uhr ausstrahlte, eine Zeit mit traditionell geringen Quoten bei der Hauptzielgruppe der Serie. Zusätzlich verriet der Konkurrenzsender Sat.1 den Namen von Laura Palmers Mörder auf der Startseite (100) seines Videotext-Angebots. RTL plus sicherte sich nur die Rechte für den Pilotfilm und die ersten 20 Folgen der Serie. Nach der Aufklärung des Mordes in der Serie versendete RTL plus seine letzten 4 Folgen am Vorabend um 17:55 Uhr, so dass aufgrund der zeitgleich ausgestrahlten Regionalprogramme in Deutschland auch empfangstechnisch nur eine geringere Reichweite erzielt werden konnte. Die letzten Folgen wurden schließlich in Deutschland von Tele 5 unter dem Titel Twin Peaks – Das Geheimnis geht weiter nachgereicht. Sky Atlantic zeigte 2017 die dritte Staffel.

## Einfluss
Twin Peaks ist voller Mehrdeutigkeiten und Verweisen auf andere Geschichten. Am auffallendsten sind die direkten und indirekten Zitate und Reminiszenzen auf Fernsehserien und Familienfilme der 1940er und 1950er Jahre und den Film noir. Im Besonderen zu Laura von Otto Preminger (1944) bestehen Bezüge: die zentrale Hauptrolle trägt den gleichen Namen (Laura Palmer bzw. Laura Hunt), auch auf deren Freund Waldo Lydecker wird bei Twin Peaks mit den Namen des Beo Waldo und dem örtlichen Tierarzt Bob Lydecker angespielt. Das Porträt von Laura Hunt spielt eine ähnlich tragende visuelle Rolle wie das von Laura Palmer. Beide Lauras sind körperlich weitestgehend abwesend (bzw. bei Twin Peaks bereits tot) und es verbleibt den verbleibenden Charakteren nur, Stück für Stück ihre Persönlichkeiten zu rekonstruieren.
Gunther Reinhardt nennt weitere Bezüge zu anderen Produktionen, beispielsweise Auf der Flucht, Vertigo, Sunset Boulevard und One-Eyed Jacks.
Aber auch zahlreiche andere Figuren wie James Hurley als James Dean/Marlon-Brando-Nachahmung oder die Highschoolmädchen mit ihren Kleidern verweisen auf diese Zeit und sollten dadurch eine gewisse Zeitlosigkeit erzeugen.
Gunther Reinhardt schreibt „Es ist schwer, eine Serie zu finden, die seit den 1990er Jahren auf Sendung ging, die nicht in irgendeiner Form von Twin Peaks beeinflusst wurde. Auch wenn die Bezüge nicht immer so offensichtlich sind wie in Chris Carters Mysteryserie Akte X – Die unheimlichen Fälle des FBI, die wiederum einen Boom von Mystery-Serien in den 1990er Jahren hervorrief. Der damalige Hauptdarsteller David Duchovny spielte bereits bei Twin Peaks mit.“ (Gunther Reinhardt: Twin Peaks. 100 Seiten).
Zahlreiche weitere Formate wurden durch Twin Peaks beeinflusst. Die Häufung skurriler Charaktere und deren surreale Handlungsläufe sind auch in Ally McBeal, Picket Fences, Hospital der Geister und Ausgerechnet Alaska zu sehen. In der Struktur der Dramatik erinnern 24 und Murder One an den Fernsehklassiker. Über Stunden wird einerseits eine Haupthandlung verfolgt; zugleich werden neue Sub-Plots, die deutlich mit den Erwartungen der Zuschauer spielen und sie nur zum Teil erfüllen, eingeführt und bald wieder abgeschlossen. Jede einzelne Folge enthält die Handlung eines vorgegebenen Zeitfensters (24 je eine Stunde, Murder One und Twin Peaks je einen Tag). Zudem wurden und werden Elemente von Twin Peaks in zahlreichen anderen Filmen und Fernsehserien zitiert, beispielsweise bei den Simpsons (in gleich mehreren Folgen der Zeichentrickserie). Die belgische Serie Stille Waters (2001) teilt ebenfalls zahlreiche Merkmale mit Twin Peaks, so ist ebenfalls ein Missbrauchsgeschehen im Umfeld eines Sägewerks angesiedelt. Aktuellere Beispiele für den Einfluss der Serie auf Produktionen der Gegenwart sind in Wayward Pines oder Riverdale zu entdecken. Selbst in der Sesamstraße gab es eine Parodie unter dem Namen Twin Beaks. Auch das Computerspiel Life Is Strange weist etliche Bezüge bzw. Einflüsse durch Twin Peaks auf. 2002 gründete sich in Norwegen eine Rockband namens Audrey Horne nach der Figur in der TV-Serie.

## Besetzung
| Name                                               | Beschreibung und Beziehungen zu anderen Figuren | Gespielt von                                                    | Tritt auf in                      |
| Das FBI                                            | Das FBI | Das FBI                                                         | Das FBI                           |
| -------------------------------------------------- | --- | --------------------------------------------------------------- | --------------------------------- |
| Dale Bartholomew Cooper                            | Special Agent des FBI, Hauptfigur der Serie, untersucht Laura Palmers Tod                                                                                             | Kyle MacLachlan                                                 | Staffel 1–3, Film                 |
| Albert Rosenfield                                  | Forensik-Experte und Assistent Coopers im Fall Laura Palmer | Miguel Ferrer                                                   | Staffel 1–3, Film                 |
| Chester Desmond                                    | Untersuchender Agent im Mordfall an Teresa Banks im besonderen Auftrag von Gordon Cole (Blaue-Rose-Fall)                                                              | Chris Isaak                                                     | Film                              |
| Sam Stanley                                        | Pathologe und Assistent von Chet Desmond bei der Untersuchung des Mordes an Teresa Banks                                                                              | Kiefer Sutherland                                               | Film                              |
| Phillip Jeffries                                   | Verschollener FBI-Agent, der zwei Jahre nach seinem Verschwinden im FBI-Büro in Philadelphia auftaucht                                                                | David Bowie                                                     | Film, Staffel 3 (am Telefon)      |
| Roger Hardy                                        | Internal Affairs Agent, der Coopers Verstrickung in einen Drogenfall untersucht                                                                                       | Clarence Williams III                                           | Staffel 2                         |
| Gordon Cole                                        | Coopers schwerhöriger Vorgesetzter, Regional Bureau Chief und späterer Deputy Director                                                                                | David Lynch                                                     | Staffel 1 (am Telefon); 2–3, Film |
| Denise Bryson                                      | transvestiter (später transident) DEA-Drogen-Experte, die Drogenschmuggelvorwürfe gegen Cooper untersucht, wird später Chief of Staff beim FBI                        | David Duchovny                                                  | Staffel 2–3                       |
| Tamara „Tammy“ Preston                             | Agentin, die das Wiederauftauchen von Cooper untersucht | Chrysta Bell                                                    | Staffel 3                         |
| Bill Kennedy                                       | Sekretär von Denise Bryson beim FBI | Richard Chamberlain                                             | Staffel 3                         |
| Diane Evans                                        | Coopers Sekretärin, viele seiner mit seinem Diktiergerät aufgenommenen Memos sind an sie gerichtet, Halbschwester von Janey-E Jones                                   | Laura Dern                                                      | Staffel 3, in 1–2 erwähnt         |
| Windom Earle                                       | Ex-Partner Coopers, versucht in die Schwarze Hütte zu gelangen | Kenneth Welsh                                                   | Staffel 2                         |
| Polizei von Twin Peaks                             | |                                                                 |                                   |
| Harry S. Truman                                    | Sheriff von Twin Peaks, Geliebter von Josie Packard und rechte Hand von Dale Cooper, Mitglied der Bookhouse Boys                                                      | Michael Ontkean                                                 | Staffel 1–2; 3 (am Telefon)       |
| Frank Truman                                       | Bruder von Harry, übernimmt das Polizeirevier, als Harry krank wird                                                                                                   | Robert Forster                                                  | Staffel 3                         |
| Tommy „Hawk“ Hill                                  | Deputy, Spurenleser und Experte in der Mythologie der Ureinwohner, Mitglied der Bookhouse Boys                                                                        | Michael Horse                                                   | Staffel 1–3                       |
| Deputy Andy Brennan                                | Deputy, Geliebter und späterer Ehemann von Lucy Moran | Harry Goaz                                                      | Staffel 1–3                       |
| Lucy Moran/Brennan                                 | Geborene Moran, Sekretärin und Empfangsdame, spätere Ehefrau von Andy Brennan                                                                                         | Kimmy Robertson                                                 | Staffel 1–3                       |
| Chad Broxford                                      | Skeptischer, zynischer und korrupter Deputy mit Verbindungen zu kriminellen Schichten in Twin Peaks                                                                   | John Pirruccello                                                | Staffel 3                         |
| Jesse Holcomb                                      | Deputy in Twin Peaks | James Grixoni                                                   | Staffel 3                         |
| Maggie Brown                                       | Polizistin in der Notrufleitstelle | Jodee Thelen                                                    | Staffel 3                         |
| Familie Palmer                                     | |                                                                 |                                   |
| Laura Palmer                                       | Mordopfer, hatte Beziehungen zu fast jedem in der Stadt | Sheryl Lee                                                      | Staffel 1–3, Film                 |
| Leland Palmer                                      | Lauras Vater, Anwalt von Benjamin Horne | Ray Wise                                                        | Staffel 1–3, Film                 |
| Sarah Palmer                                       | Lauras Mutter | Grace Zabriskie                                                 | Staffel 1–3, Film                 |
| Madeline „Maddy“ Ferguson                          | Lauras Cousine | Sheryl Lee                                                      | Staffel 1–2                       |
| Familie Packard/Sägewerk                           | |                                                                 |                                   |
| Josie Packard                                      | Eigentümerin des Sägewerks, Geliebte von Sheriff Truman | Joan Chen                                                       | Staffel 1–2                       |
| Andrew Packard                                     | Totgeglaubter Ehemann von Josie Packard und Bruder von Catherine Martell                                                                                              | Dan O’Herlihy                                                   | Staffel 2                         |
| Catherine Martell                                  | Geborene Packard, Geliebte Benjamin Hornes, Managerin des Sägewerks                                                                                                   | Piper Laurie                                                    | Staffel 1–2                       |
| Pete Martell                                       | Ehemann Catherines, Finder von Laura Palmers Leiche | Jack Nance                                                      | Staffel 1–2                       |
| Familie Johnson                                    | |                                                                 |                                   |
| Leo Johnson                                        | Brutaler Fernfahrer, Drogenkurier, hatte sexuelle Beziehungen zu Laura Palmer                                                                                         | Eric Da Re                                                      | Staffel 1–2, Film                 |
| Shelly Johnson                                     | Ehefrau Leos, Geliebte von Bobby Briggs, Mutter von Becky Burnett, Geliebte von Red                                                                                   | Mädchen Amick                                                   | Staffel 1–3, Film                 |
| Familie Briggs                                     | |                                                                 |                                   |
| Garland Briggs                                     | Major der Air Force, beteiligt am Project Blue Book, Vater von Bobby                                                                                                  | Don S. Davis                                                    | Staffel 1–2                       |
| Betty Briggs                                       | Ehefrau von Garland, Mutter von Bobby | Charlotte Stewart                                               | Staffel 1–3                       |
| Bobby Briggs                                       | Rebellischer Teenager, Freund Laura Palmers, Footballspieler, Drogendealer, Geliebter von Shelly Johnson, Vater von Becky Burnett, wird später Deputy bei der Polizei | Dana Ashbrook                                                   | Staffel 1–3, Film                 |
| Familie Horne                                      | |                                                                 |                                   |
| Benjamin „Ben“ Horne                               | Reicher Geschäftsmann, Eigentümer des Great Northern Hotel, eines Warenhauses und des Bordells One Eyed Jack’s                                                        | Richard Beymer                                                  | Staffel 1–3                       |
| Jerry Horne                                        | Bens jüngerer Bruder, Miteigentümer des One Eyed Jack’s | David Patrick Kelly                                             | Staffel 1–3                       |
| Sylvia Horne                                       | Bens Ehefrau, lebt in Staffel 3 geschieden von ihm | Jan D’Arcy                                                      | Staffel 1–3                       |
| Audrey Horne                                       | Bens Tochter, Richards Mutter, hilft im Hotel und Agent Cooper im Mordfall                                                                                            | Sherilyn Fenn                                                   | Staffel 1–3                       |
| Richard Horne                                      | Audreys Sohn, ist in kriminelle Machenschaften verstrickt | Eamon Farren                                                    | Staffel 3                         |
| Johnny Horne                                       | Bens geistig behinderter Sohn, der von Laura betreut wurde | Robert Davenport/Robert Bauer/Erik Rondell                      | Staffel 1–3                       |
| Familie Hayward                                    | |                                                                 |                                   |
| Dr. Will Hayward                                   | Arzt, Leichenbeschauer, assistierte bei der Autopsie an Laura Palmers Leiche                                                                                          | Warren Frost                                                    | Staffel 1–3, Film                 |
| Eileen Hayward                                     | Donnas Mutter | Mary Jo Deschanel                                               | Staffel 1–2                       |
| Donna Hayward                                      | Lauras beste Freundin, Geliebte von James Hurley, eventuell außereheliche Tochter Eileen Haywards mit Ben Horne                                                       | Lara Flynn Boyle/Moira Kelly                                    | Staffel 1–2, Film                 |
| Harriet Hayward                                    | Donnas jüngere Schwester | Jessica Wallenfels                                              | Staffel 1–2                       |
| Gersten Hayward                                    | Donnas jüngste Schwester, Pianistin, hat eine Affäre mit Steven Burnett                                                                                               | Alicia Witt                                                     | Staffel 2–3                       |
| Familie Hurley                                     | |                                                                 |                                   |
| „Big Ed“ Hurley                                    | Besitzer der Tankstelle Big Ed’s Gas Farm, Geliebter von Norma Jennings                                                                                               | Everett McGill                                                  | Staffel 1–3                       |
| Nadine Hurley                                      | Eds Ehefrau, trägt eine Augenklappe und besitzt große körperliche Kräfte                                                                                              | Wendy Robie                                                     | Staffel 1–3                       |
| James Hurley                                       | Eds Neffe, heimliche Liebe Laura Palmers, Geliebter von Donna Hayward                                                                                                 | James Marshall                                                  | Staffel 1–3, Film                 |
| Familie Jennings                                   | |                                                                 |                                   |
| Norma Jennings                                     | Besitzerin des Double R Diner, Geliebte von Big Ed Hurley, organisierte „Essen auf Rädern“ mit Laura Palmer                                                           | Peggy Lipton                                                    | Staffel 1–3, Film                 |
| Hank Jennings                                      | Normas Ehemann, auf Bewährung aus der Haft entlassener Krimineller, konspiriert mit Josie Packard                                                                     | Chris Mulkey                                                    | Staffel 1–2                       |
| Annie Blackburn                                    | Jüngere Schwester Normas, lebte lange im Kloster, Geliebte Dale Coopers                                                                                               | Heather Graham                                                  | Staffel 2, Film                   |
| Vivian Smythe Niles                                | Mutter von Norma und Annie, ahnt nichts von den kriminellen Geschäften ihres Ehemannes, sie stellt sich später als Restaurant-Kritikerin heraus ("M.T. Wentz")        | Jane Greer                                                      | Staffel 2                         |
| Earnie Niles                                       | Stiefvater von Norma und Annie, ehemaliger Zellenkumpel von Hank Jennings, beide verstricken sich in kriminelle Geschäfte mit Jean Renault                            | James Booth                                                     | Staffel 2                         |
| Familie Burnett                                    | |                                                                 |                                   |
| Rebecca „Becky“ Burnett                            | Tochter von Shelly Johnson und Bobby Briggs, Ehefrau von Steven | Amanda Seyfried                                                 | Staffel 3                         |
| Steven Burnett                                     | Drogenabhängiger Ehemann von Becky | Caleb Landry Jones                                              | Staffel 3                         |
| Familie Renault/One Eyed Jack’s                    | |                                                                 |                                   |
| Jacques Renault                                    | Kanadier, Croupier, Drogenkurier, hatte sexuelle Beziehungen zu Laura Palmer                                                                                          | Walter Olkewicz                                                 | Staffel 1–2, Film                 |
| Jean Renault                                       | Ältester, ebenso krimineller Bruder | Michael Parks                                                   | Staffel 2                         |
| Bernard Renault                                    | Jüngster Bruder, der Drogen schmuggelte und ermordet wurde | Clay Wilcox                                                     | Film, Staffel 1                   |
| Jean-Michel Renault                                | Weiterer Bruder, Barmann im Roadhouse | Walter Olkewicz                                                 | Staffel 3                         |
| Blackie O’Reilly                                   | Puffmutter im One Eyed Jack’s | Victoria Catlin                                                 | Staffel 1–2                       |
| Nancy O’Reilly                                     | Blackies Schwester, Prostituierte im One Eyed Jack’s, Geliebte von Jean Renault                                                                                       | Galyn Görg                                                      | Staffel 2                         |
| Familie Paige                                      | |                                                                 |                                   |
| Beverly Paige                                      | Angestellte im Great Northern Hotel, Ehefrau von Tom | Ashley Judd                                                     | Staffel 3                         |
| Tom Paige                                          | Beverlys Ehemann, der unter Krebs leidet | Hugh Dillon                                                     | Staffel 3                         |
| Familie Milford                                    | |                                                                 |                                   |
| Dwayne Milford                                     | Bürgermeister von Twin Peaks, hat einen lange anhaltenden Streit mit seinem Bruder Dougie                                                                             | John Boylan                                                     | Staffel 1–2                       |
| Douglas „Dougie“ Milford                           | Bruder des Bürgermeisters, Herausgeber der Zeitung Twin Peaks Gazette, heiratet oft                                                                                   | Tony Jay                                                        | Staffel 2                         |
| Lana Milford                                       | junge Ehefrau von Douglas Milford, später Geliebte von Dwayne Milford                                                                                                 | Robyn Lively                                                    | Staffel 2                         |
| Familie Marsh                                      | |                                                                 |                                   |
| Evelyn Marsh                                       | Zeitweise Geliebte von James Hurley | Annette McCarthy                                                | Staffel 2                         |
| Jeffrey Marsh                                      | Evelyns Ehemann | John Apicella                                                   | Staffel 2                         |
| Malcolm Sloan                                      | Evelyns Geliebter und Fahrer | Nicholas Love                                                   | Staffel 2                         |
| Andere Einheimische                                | |                                                                 |                                   |
| Ronette Pulaski                                    | Freundin von Laura Palmer und ebenfalls Gewaltopfer, durch die Geschehnisse traumatisiert                                                                             | Phoebe Augustine                                                | Staffel 1–3, Film                 |
| Dr. Lawrence Jacoby                                | Psychiater, therapierte Laura Palmer | Russ Tamblyn                                                    | Staffel 1–3                       |
| Mike Nelson                                        | Freund von Bobby Briggs, Geliebter von Donna Hayward und Nadine Hurley                                                                                                | Gary Hershberger                                                | Film, Staffel 1–3                 |
| Doris Truman                                       | Ehefrau von Sheriff Frank Truman | Candy Clark                                                     | Staffel 3                         |
| Margaret Lanterman                                 | Die „Log Lady“, trägt ständig ein Holzscheit bei sich | Catherine E. Coulson                                            | Staffel 1–3, Film                 |
| Der alte Mann                                      | Ein gebrechlicher alter Mann, der als Zimmerservice bzw. Kellner im Great Northern Hotel arbeitet, tritt als Vorbote des Riesen auf                                   | Hank Worden                                                     | Staffel 2                         |
| Harold Smith                                       | Gärtner, der an Agoraphobie leidet, mit Laura befreundet | Lenny Von Dohlen                                                | Staffel 2–3, Film                 |
| Emory Battis                                       | Leitet die Parfümerieabteilung in Ben Hornes Warenhaus, lockt junge Verkäuferinnen wie Laura Palmer und Ronette Pulaskie als Callgirls ins One Eyed Jack’s            | Don Amendolia                                                   | Staffel 1–2                       |
| Dick Tremayne                                      | Angestellter in der Herren-Abteilung von Ben Hornes Warenhaus, Geliebter von Lucy Moran                                                                               | Ian Buchanan                                                    | Staffel 2                         |
| Die Sängerin                                       | Sängerin im Roadhouse, einer Kneipe in Twin Peaks | Julee Cruise                                                    | Staffel 1–3, Film                 |
| Mrs. Tremond                                       | Harold Smiths Nachbarin, die echte Mrs. Tremond | Mae Williams                                                    | Staffel 2                         |
| Pfarrer Clarence Brocklehurst                      | Prediger bei den Beerdigungen von Laura und Leland Palmer sowie bei der Hochzeit von Douglas Milford                                                                  | Royce D. Applegate                                              | Staffel 1–2                       |
| Tim Pinkle                                         | Angestellter im Great Northern Hotel | David L. Lander                                                 | Staffel 1–2                       |
| Nicky Needleman                                    | Waisenkind, verlor seine Eltern auf mysteriöse Weise, Andy Brennan und Dick Tremayne kümmern sich um ihn                                                              | Joshua Harris                                                   | Staffel 2                         |
| Heidi                                              | Deutschstämmige Kellnerin im Double R Diner | Andrea Hays                                                     | Staffel 1–3, Film                 |
| Carl Rodd                                          | Besitzer des Campingplatzes Fat Trout Trailer Park, auf dem der Wohnwagen von Mrs. Tremond/Chalfont stand                                                             | Harry Dean Stanton                                              | Staffel 3, Film                   |
| Cappy                                              | Mitglied der Bookhouse Boys | Ron Kirk                                                        | Staffel 2                         |
| Ella                                               | Drogenabhängige Frau, die einen großen Ausschlag unter ihrem linken Arm hat                                                                                           | Sky Ferreira                                                    | Staffel 3                         |
| Chloe                                              | Freundin von Ella | Karolina Wydra                                                  | Staffel 3                         |
| Hit-and-Run-Mutter                                 | Mutter, deren Sohn von Richard Horne überfahren wird | Lisa Coronado                                                   | Staffel 3                         |
| Hit-and-Run-Junge                                  | Junge, der von Richard Horne überfahren wird | Hunter Sanchez                                                  | Staffel 3                         |
| Miriam Sullivan                                    | Örtliche Grundschullehrerin, die im Wohnwagen lebt und von Richard Horne überfallen wird                                                                              | Sarah Jean Long                                                 | Staffel 3                         |
| Charlie                                            | Mann von Audrey Horne | Clark Middleton                                                 | Staffel 3                         |
| Freddie Sykes                                      | Kumpel von James Hurley, besitzt übernatürliche Kräfte, die in Verbindung mit der Schwarzen Hütte stehen                                                              | Jack Wardle                                                     | Staffel 3                         |
| Auswärtige                                         | |                                                                 |                                   |
| Wally „Brando“ Brennan                             | Sohn von Andy und Lucy Brennan, am selben Tag geboren wie Marlon Brando, besucht Twin Peaks nach verschiedenen Reisen                                                 | Michael Cera                                                    | Staffel 3                         |
| Thomas Eckhardt                                    | Zwielichtiger Ex-Geschäftspartner von Andrew Packard aus Hongkong | David Warner                                                    | Staffel 2                         |
| Teresa Banks                                       | Erstes Mordopfer, wurde fast exakt ein Jahr vor dem Mord an Laura Palmer gefunden                                                                                     | Pamela Gidley                                                   | Film                              |
| Jonathan Lee                                       | Geschäftspartner von Thomas Eckhardt, versucht Josie mit Druck nach Hongkong zu holen                                                                                 | Mak Takano                                                      | Staffel 2                         |
| John Justice Wheeler                               | Geschäftspartner von Ben Horne aus Brasilien, erobert das Herz von Audrey Horne                                                                                       | Billy Zane                                                      | Staffel 2                         |
| Clinton Sternwood                                  | Richter in den Verhandlungen gegen Leland Palmer und Leo Johnson | Royal Dano                                                      | Staffel 2                         |
| Sid                                                | Seine Sekretärin | Claire Stansfield                                               | Staffel 2                         |
| Daryl Lodwick                                      | Staatsanwalt in den Verhandlungen gegen Leland Palmer und Leo Johnson                                                                                                 | Ritch Brinkley                                                  | Staffel 2                         |
| Preston King                                       | Zwielichtiger Sergeant, Komplize von Jean Renault bei der Verschwörung gegen Agent Cooper                                                                             | Gavan O’Herlihy                                                 | Staffel 2                         |
| Jones                                              | Thomas Eckhardts Assistentin, verübt einen Mordanschlag auf Harry S. Truman                                                                                           | Brenda Strong                                                   | Staffel 2                         |
| Rusty Tomasky                                      | Tramper einer jungen Musikband auf dem Weg nach L.A., wird zum Bauernopfer von Windom Earle                                                                           | Ted Raimi                                                       | Staffel 2                         |
| Gwen Morton                                        | Schwester von Lucy Moran, besucht Twin Peaks für ein paar Tage | Kathleen Wilhoite                                               | Staffel 2                         |
| Frank                                              | Deputy in dem Ort, wo James Hurley auf Evelyn Marsh trifft | Matt Battaglia                                                  | Staffel 2                         |
| Selena Swift                                       | Berühmte Schauspielerin, bekannt für ihre Doppelrolle als Jade und Emerald in Invitation to Love                                                                      | Erika Anderson                                                  | Staffel 1                         |
| Judy Swain                                         | Pflegehilfe für das Waisenkind Nicky | Molly Shannon                                                   | Staffel 2                         |
| Red                                                | Drogendealer, der in Twin Peaks Geschäfte führt, Geliebter von Shelly Johnson                                                                                         | Balthazar Getty                                                 | Staffel 3                         |
| Übernatürliche Wesen                               | |                                                                 |                                   |
| Bob                                                | Mordlüsterne Wesenheit, die Besitz von Menschen zu ergreifen versucht                                                                                                 | Frank Silva                                                     | Staffel 1–2, Film                 |
| Mike                                               | Früherer Partner und nun Gegner von Bob, hat eine zweite Identität als Schuhverkäufer Phillip Michael Gerard                                                          | Al Strobel                                                      | Film, Staffel 1–3                 |
| Der Mann von einem anderen Ort/ Der Zwerg/ Der Arm | Rätselhafter kleinwüchsiger Mann, hält sich im Warteraum der schwarzen Hütte auf, linker Arm von Mike und leidenschaftlicher Tänzer.                                  | Michael J. Anderson (Staffel 1–2) Computeranimation (Staffel 3) | Staffel 1–3, Film                 |
| Der Riese/ Der Feuermann                           | Ein großer Mann, der Dale Cooper mit Rätseln Hinweise gibt | Carel Struycken                                                 | Staffel 2–3                       |
| Mr. C                                              | Dale Coopers Schattenselbst, das aus der Schwarzen Hütte geflohen ist, Vater von Richard Horne                                                                        | Kyle MacLachlan                                                 | Staffel 3                         |
| Mrs. Tremond/ Chalfont                             | Bewohnerin eines Wohnwagens, unterhält sich mit Donna Hayward; hat einen Enkel Pierre, der sich ihren Worten zufolge mit Magie beschäftigt.                           | Frances Bay                                                     | Staffel 2, Film                   |
| Pierre Tremond/ Chalfont                           | Enkel von Mrs. Tremond/Chalfont | Austin Jack Lynch/Jonathan J. Leppell                           | Staffel 2, Film                   |
| Der springende Mann                                | Maske tragende Wesenheit im roten Anzug | Carlton Lee Russell                                             | Film, Staffel 3                   |
| Naido                                              | Augenlose Frau, die Dale Cooper getroffen hat | Nae Yuuki                                                       | Staffel 3                         |
| Senorita Dido                                      | Frau im Paillettenkleid | Joy Nash                                                        | Staffel 3                         |
| Woodsmen                                           | Mysteriöse Wesen, die mit der Schwarzen Hütte in Verbindung stehen, sie nehmen die Form von bärtigen, zerzausten Männern in Holzfällerkluft an                        | Jürgen Prochnow/David Brisbin/Robert Broski                     | Film, Staffel 3                   |
| Familie Jones und Bekannte                         | |                                                                 |                                   |
| Douglas „Dougie“ Jones                             | Ein Köder, der von Coopers Doppelgänger kreiert wurde, um zu verhindern, dass er zurück in die Schwarze Hütte geht, hat hohe Schulden angehäuft                       | Kyle MacLachlan                                                 | Staffel 3                         |
| Jane „Janey-E“ Jones                               | Dougies Ehefrau, Schwester von Diane Evans | Naomi Watts                                                     | Staffel 3                         |
| Sonny Jim Jones                                    | Dougies Sohn | Pierce Gagnon                                                   | Staffel 3                         |
| Bushnell Mullins                                   | Dougies Vorgesetzter bei Lucky 7 Insurance, früherer Boxer | Don Murray                                                      | Staffel 3                         |
| Anthony „Tony“ Sinclair                            | Kollege von Dougie, Versicherungsvertreter bei Lucky 7 Insurance, arbeitet auch für Duncan Todd                                                                       | Tom Sizemore                                                    | Staffel 3                         |
| Phil Bisby                                         | Kollege von Dougie bei Lucky 7 Insurance | Josh Fadem                                                      | Staffel 3                         |
| Dr. Bennett                                        | Untersuchender Arzt von Dougie | John Billingsley                                                | Staffel 3                         |
| Jade                                               | Eine Prostituierte, die Dougie als Kunden hat | Nafessa Williams                                                | Staffel 3                         |
| Las Vegas                                          | |                                                                 |                                   |
| Bradley Mitchum                                    | Miteigentümer des Silver Mustang Casino, Rodneys Bruder | Jim Belushi                                                     | Staffel 3                         |
| Rodney Mitchum                                     | Miteigentümer des Silver Mustang Casino, Bradleys Bruder | Robert Knepper                                                  | Staffel 3                         |
| Supervisor Burns                                   | Ehemaliger Aufseher des Silver Mustang Casino, wurde durch Warrick ersetzt                                                                                            | Brett Gelman                                                    | Staffel 3                         |
| Pit Boss Warrick                                   | Aufseher des Silver Mustang Casino, Nachfolger von Burns | David Dastmalchian                                              | Staffel 3                         |
| Candie                                             | Eine von drei Damen in Pink, die sich immer gleich bekleidet bei den Mitchum-Brüdern aufhalten                                                                        | Amie Shields                                                    | Staffel 3                         |
| Mandie                                             | Eine weitere von drei Damen in Pink, die sich immer gleich bekleidet bei den Mitchum-Brüdern aufhalten                                                                | Andrea Leal                                                     | Staffel 3                         |
| Sandie                                             | Noch eine von drei Damen in Pink, die sich immer gleich bekleidet bei den Mitchum-Brüdern aufhalten                                                                   | Giselle Damier                                                  | Staffel 3                         |
| Duncan Todd                                        | Arbeitet für Coopers Doppelgänger | Patrick Fischler                                                | Staffel 3                         |
| Roger                                              | Angestellter von Duncan Todd | Joe Adler                                                       | Staffel 3                         |
| Ike „The Spike“ Stadtler                           | Kleinwüchsiger Auftragsmörder, der von Duncan Todd beauftragt wurde                                                                                                   | Christophe Zajac-Denek                                          | Staffel 3                         |
| Zugedröhnte Mutter                                 | Drogenabhängige Frau, die wiederholt die Zahlenfolge „1-1-9“ ruft, hat einen Sohn                                                                                     | Hailey Gates                                                    | Staffel 3                         |
| Kleiner Junge                                      | Ihr Sohn | Sawyer Shipman                                                  | Staffel 3                         |
| Detective T. Fusco                                 | Ermittler der Polizei von Las Vegas | Larry Clarke                                                    | Staffel 3                         |
| Detective „Smiley“ Fusco                           | Ermittler der Polizei von Las Vegas, findet vieles lustig | Eric Edelstein                                                  | Staffel 3                         |
| Detective D. Fusco                                 | Ermittler der Polizei von Las Vegas | David Koechner                                                  | Staffel 3                         |
| New York City                                      | |                                                                 |                                   |
| Sam Colby                                          | Junger Mann, der von einem Millionär bezahlt wurde, um eine mysteriöse Glasbox zu beobachten                                                                          | Ben Rosenfield                                                  | Staffel 3                         |
| Tracey Barberato                                   | Freundin von Sam | Madeline Zima                                                   | Staffel 3                         |
| South Dakota                                       | |                                                                 |                                   |
| Ruth Davenport                                     | Bibliothekarin, deren abgetrennter Kopf in ihrer Wohnung gefunden wurde, hatte eine Affäre mit William Hastings                                                       | Mary Stofle                                                     | Staffel 3                         |
| William Hastings                                   | Rektor einer Schule, Hauptverdächtiger im Fall Ruth Davenport, hatte eine Affäre mit ihr                                                                              | Matthew Lillard                                                 | Staffel 3                         |
| Phyllis Hastings                                   | Williams Ehefrau, hat eine Affäre mit seinem Anwalt | Cornelia Guest                                                  | Staffel 3                         |
| Ray Monroe                                         | Komplize von Coopers Doppelgänger | George Griffith                                                 | Staffel 3                         |
| Darya                                              | Komplizin von Coopers Doppelgänger | Nicole LaLiberte                                                | Staffel 3                         |
| Chantal Hutchens                                   | Komplizin von Coopers Doppelgänger, hat eine Affäre mit ihm | Jennifer Jason Leigh                                            | Staffel 3                         |
| Gary „Hutch“ Hutchens                              | Komplize von Coopers Doppelgänger | Tim Roth                                                        | Staffel 3                         |
| Don Harrison                                       | Head Detective im Fall Ruth Davenport | Bailey Chase                                                    | Staffel 3                         |
| Dave Macklay                                       | Detective im Fall Ruth Davenport | Brent Briscoe                                                   | Staffel 3                         |
| Constance Talbot                                   | Pathologin im Fall Ruth Davenport | Jane Adams                                                      | Staffel 3                         |
| Mike Boyd                                          | Polizeichef von Buckhorn | Dep Kirkland                                                    | Staffel 3                         |
| Dwight Murphy                                      | Direktor des staatlichen Gefängnisses | James Morrison                                                  | Staffel 3                         |
| Odessa                                             | |                                                                 |                                   |
| Carrie Page                                        | Kellnerin im Judy’s, wird von Cooper für Laura Palmer gehalten | Sheryl Lee                                                      | Staffel 3                         |
| Kristi                                             | Kellnerin im Judy’s | Francesca Eastwood                                              | Staffel 3                         |
| US Air Force                                       | |                                                                 |                                   |
| Calvin Reilly                                      | Colonel der Luftwaffe, untersucht das ursprüngliche Verschwinden von Major Briggs                                                                                     | Tony Burton                                                     | Staffel 2 & 3                     |
| Davis                                              | Colonel der Luftwaffe, lässt den Tod von Major Briggs untersuchen | Ernie Hudson                                                    | Staffel 3                         |
| Cynthia Knox                                       | Lieutenant der Luftwaffe, untersucht den Tod von Major Briggs in Buckhorn, South Dakota                                                                               | Adele René                                                      | Staffel 3                         |

### Synchronisation
Die Serie wurde samt Zusatzmaterialien in drei Schritten synchronisiert, woraus sich eine jeweils z. T. andere Synchronbesetzung ergab:
- Die ersten beiden Staffeln der Serie wurden von der Interopa Film GmbH, Berlin (Dialogbuch: Theodor Dopheide, Dialogregie: Joachim Kerzel) für die Erstausstrahlung auf RTLplus ab September 1991 synchronisiert,
- der Kinofilm von der Berliner Synchron GmbH Wenzel Lüdecke (Buch & Regie: Heinz Freitag) für die Kinoauswertung 1992
- und die dritte Staffel 2017 von der Cinephon Filmproduktions GmbH, Berlin (Dialogbuch: Uli Johannson, Andreas W. Schmidt, Dialogregie: Reinhard Knapp) im Auftrag von Sky Deutschland.

Dadurch kam es zu einer Doppelbesetzung: Stefan Fredrich spricht in den ersten beiden Staffeln Hank Jennings, im Kinofilm dagegen Leo Johnson.
| Schauspieler                   | Rolle                                       | Synchronsprecher                                                          |
| ------------------------------ | ------------------------------------------- | ------------------------------------------------------------------------- |
| Kyle MacLachlan                | FBI Special Agent Dale Cooper               | Torsten Sense                                                             |
| Michael Ontkean                | Sheriff Harry S. Truman                     | Leon Boden                                                                |
| Mädchen Amick                  | Shelly Johnson                              | Dorette Hugo                                                              |
| Dana Ashbrook                  | Deputy Bobby Briggs                         | Michael Deffert                                                           |
| Richard Beymer                 | Benjamin Horne                              | Lothar Hinze                                                              |
| Lara Flynn Boyle / Moira Kelly | Donna Hayward                               | Diana Borgwardt (Staffel 1 & 2) Maud Ackermann (Kinofilm)                 |
| Sherilyn Fenn                  | Audrey Horne                                | Alexandra Wilcke                                                          |
| Warren Frost                   | Dr. Will Hayward                            | Joachim Nottke                                                            |
| Peggy Lipton                   | Norma Jennings                              | Gabriele Lorenz (Staffel 1 & 2) Katharina Koschny (Staffel 3)             |
| James Marshall                 | James Hurley                                | Dietmar Wunder (Staffel 1–3) Andreas Fröhlich (Kinofilm)                  |
| Everett McGill                 | Big Ed Hurley                               | Bernd Rumpf                                                               |
| Jack Nance                     | Pete Martell                                | Detlev Witte (Staffel 1 & 2) Andreas Conrad (Staffel 3)                   |
| Ray Wise                       | Leland Palmer                               | Ortwin Speer (Staffel 1 & 2) Frank-Otto Schenk (Kinofilm & Staffel 3)     |
| Joan Chen                      | Jocelyn Packard                             | Claudia Lehmann                                                           |
| Piper Laurie                   | Catherine Martell                           | Alexandra Lange                                                           |
| Eric DaRe                      | Leo Johnson                                 | Oliver Feld (Staffel 1 & 2) Stefan Fredrich (Kinofilm)                    |
| Harry Goaz                     | Deputy Andy Brennan                         | Uwe Jellinek                                                              |
| Michael Horse                  | Deputy Tommy 'Hawk' Hill                    | Christian Olsen                                                           |
| Sheryl Lee                     | Laura Palmer / Maddy Ferguson / Carrie Page | Julia Biedermann (Staffel 1 & 2) Sabine Falkenberg (Kinofilm & Staffel 3) |
| Russ Tamblyn                   | Dr. Lawrence Jacoby                         | Friedrich Georg Beckhaus (Staffel 1 & 2) Fred Maire (Staffel 3)           |
| Grace Zabriskie                | Sarah Palmer                                | Traudel Haas                                                              |
| Don S. Davis                   | Major Garland Briggs                        | Wolfgang Völz                                                             |
| Mary Jo Deschanel              | Eileen Hayward                              | Renate Danz                                                               |
| Chris Mulkey                   | Hank Jennings                               | Stefan Fredrich                                                           |
| David Patrick Kelly            | Jerry Horne                                 | Till Hagen                                                                |
| Kimmy Robertson                | Lucy Brennan                                | Daniela Reidies                                                           |
| Catherine E. Coulson           | Margaret Lanterman, die 'Log Lady'          | Luise Lunow (Staffel 1–3) Dagmar Altrichter (Kinofilm)                    |
| Wendy Robie                    | Nadine Hurley                               | Constanze Harpen (Staffel 1 & 2) Liane Rudolph (Staffel 3)                |
| Miguel Ferrer                  | FBI-Agent Albert Rosenfield                 | Eberhard Prüter (Staffel 1 & 2, Kinofilm) Lutz Mackensy (Staffel 3)       |
| Ian Buchanan                   | Richard Tremayne                            | Patrick Winczewski                                                        |
| Kenneth Welsh                  | Windom Earle                                | K. Dieter Klebsch                                                         |
| Al Strobel                     | Phillip Michael Gerard, der Einarmige       | Joachim Kerzel (Staffel 1–3) Christian Rode (Kinofilm)                    |
| David Duchovny                 | FBI-Agent Dennis / Denise Bryson            | Charles Rettinghaus                                                       |
| Charlotte Stewart              | Betty Briggs                                | Liane Nitschke (Pilotfilm 1. Staffel) Karin Buchholz (Staffel 3)          |
| Frank Silva                    | Bob                                         | Klaus Lochthove                                                           |
| David Lynch                    | Gordon Cole                                 | Ingolf Gorges (Staffel 2) Wolfgang Condrus (Kinofilm & Staffel 3)         |

## Orte

### Twin Peaks

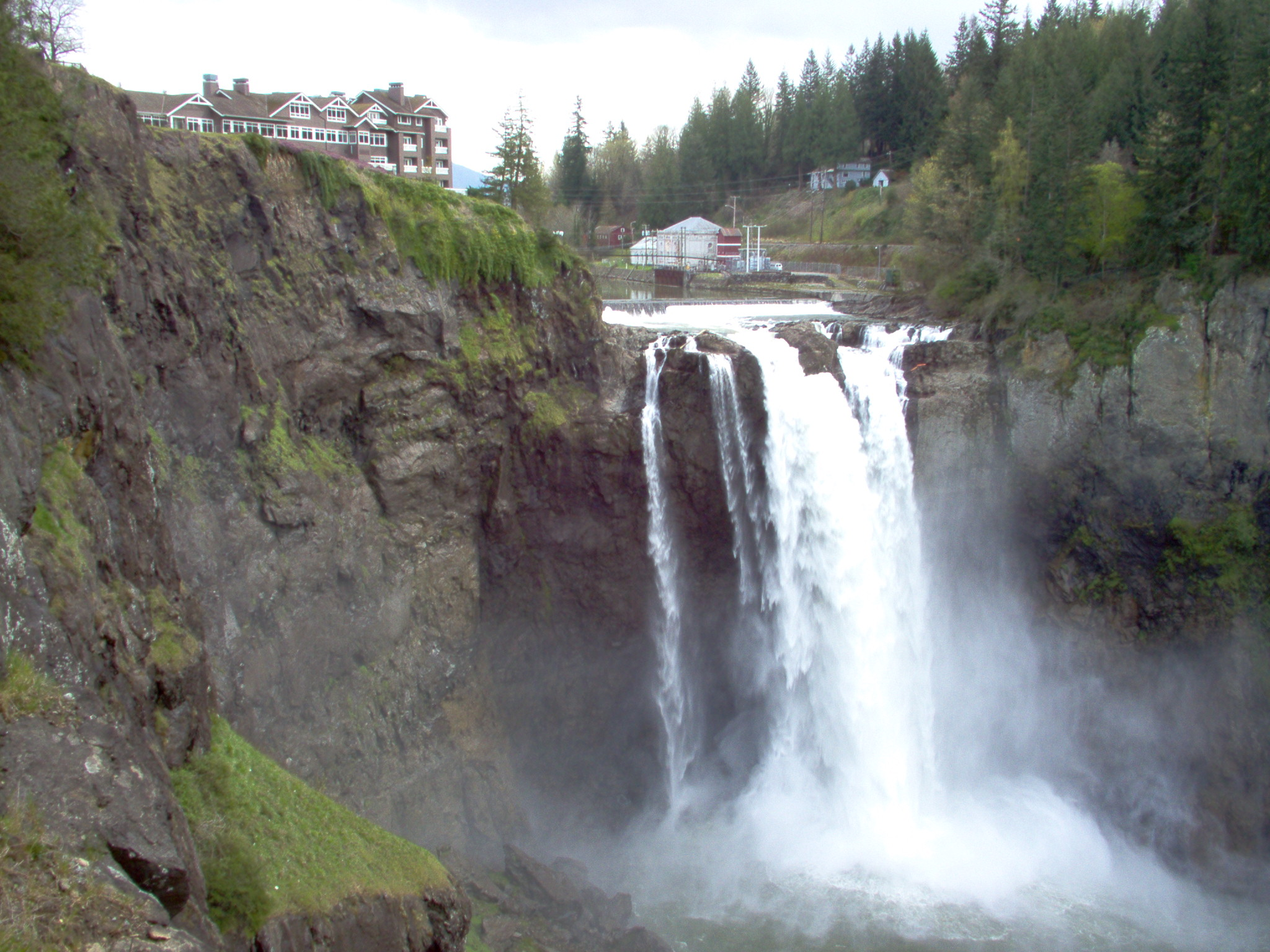
Die Snoqualmie Falls und links daneben das Salish Lodge & Spa (Great Northern Hotel)

Die Stadt Twin Peaks ist eine Erfindung von David Lynch. Gedreht wurden die Außenaufnahmen der TV-Serie in der Kleinstadt Snoqualmie (etwa 10.670 Einwohner), 35 Kilometer östlich von Seattle in den Ausläufern der Cascade Range. Obwohl Lynch die Einwohnerzahl von Twin Peaks im Drehbuch auf 5.120 festgelegt hatte, setzte er sich während der Produktion des Pilotfilms gegen ABC mit dem Wunsch durch, die Größe auf mindestens 50.000 Einwohner festzusetzen. Lynch verzehnfachte die Einwohnerzahl dadurch, dass er am Ende eine 1 hinzufügte, weshalb die Zahl 51.201 auf dem Ortsschild im Vorspann von Twin Peaks zu lesen ist.

### Big Ed’s Gas Farm
Big Ed Hurleys Tankstelle. Sie ist an der Hauptstraße des Städtchens Twin Peaks gelegen, nahe der Ortsausfahrt Richtung Norden. Gleich gegenüber befindet sich Eds Haus, in dem er mit seiner exzentrischen Ehefrau Nadine lebt. Wie meistens in seinen Filmen ließ sich David Lynch auch hier von seinem Gefühl leiten und änderte nur wenig an Aussehen und Namen der Original-Location Big Edd’s Diner Station am Drehort Snoqualmie, um diese im Set von Twin Peaks in Big Ed Hurley’s Gas Farm zu verwandeln.

### Schwarze Hütte
Die Schwarze Hütte (engl. Black Lodge) entstammt laut Serienskript der Mythologie der Ureinwohner Amerikas. Deputy Hawk klärt Agent Cooper in seiner Eigenschaft als Angehöriger eines Indianerstammes in einer einzigen Episode kurz und bündig über die Hintergründe der Schwarzen Hütte und der Weißen Hütte auf. Deputy Hawk zufolge handelt es sich dabei um einen extradimensionalen Ort, in welchen die menschliche Seele nach einer gewissen Begegnung und Prüfung gelangen kann. Diesen beiden Orten ist ein Raum vorgelagert (Warteraum mit roten Vorhängen), von dem Cooper träumt und in dem sich unter anderem der tanzende Zwerg bzw. der Mann von einem anderen Ort (MFAP, Man from another place) aufhält. Zu bestimmten Zeiten (Planetenkonstellationen) kann dieser Ort durch ein besonderes Portal, welches in den Wäldern der Stadt Twin Peaks gelegen ist, wie eine Art Korridor betreten werden (Glastonberry Grove).
Die Hütten waren Gegenstand der Untersuchung einer geheimen Spezialeinheit der U.S. Air Force (Projekt Blue Book), welcher Garland Briggs und Windom Earle angehörten. Coopers Ex-Partner Windom Earle, welcher der klügste aller dort beschäftigten Mitarbeiter und mit seinem Wissen über die Hütten seinen Kollegen weit voraus war, hat ganz konkret nach einem Zugang zur Schwarzen Hütte gesucht. Seinen eigenen Aussagen zufolge wollte er sich Mächte zu eigen machen, welche die Schwarze Hütte bereithält, um die Welt grundlegend neu zu ordnen. Das Wissen hierüber hatten bereits uralte Zauberer aus dem tibetischen Hochland gesammelt, die sich Dugpas (Red Hats) nennen. Windom Earle wurde nach Kundgabe seines Wissens (Videovortrag) aus dem Projekt Blue Book entfernt und betrieb seine Nachforschungen eigenständig.
Phillip Jeffries, ein verschollener FBI-Agent, berichtet im Film Twin Peaks – Der Film davon, dass er einmal bei einem Treffen von Leuten dabei gewesen sei, welche Verbindung zu einem extradimensionalen Ort unterhielten. Teilnehmer waren unter anderen Margaret Lantermans verschollener Ehemann, BOB, der MFAP, Mrs. Chalfont und ihr Enkel Pierre.
Der Warteraum sowie die Hütten beinhalten vermutlich gleiche oder ähnliche Umgebungen, die sich grundlegend von denen der Erde unterscheiden. Charakteristisch für die Schwarze Hütte ist beispielsweise, dass sie ein Gefühl von Angst vermittelt und in flackerndem Licht erscheint. Die physikalischen Gesetzmäßigkeiten gleichen eher denen eines Traumes oder einer Phantasievorstellung. Darüber hinaus „läuft dort alles rückwärts“ (Windom Earle, Skript), was sich darin äußert, dass die Zukunft bekannt zu sein scheint und alle Anwesenden invertiert sprechen.

### Double R Diner
Ein Café und gleichzeitig beliebtester Treffpunkt in Twin Peaks. Besitzerin des Double R ist Norma Jennings. Shelly Johnson arbeitet ebenfalls als Kellnerin im Double R. Auch Normas (Ex-)Mann Hank Jennings arbeitet im Double R, nachdem er aus dem Gefängnis entlassen wurde.
In Wirklichkeit heißt das Double R heute Twede’s Cafe (vormals Thompson’s Cafe und während der Dreharbeiten zu Twin Peaks The Mar-T Diner) und liegt in North Bend/Issaquah, einer Stadt im US-Bundesstaat Washington, welche einer der beiden Hauptdrehorte für die TV-Serie war. Auch heute wirbt Twede’s Cafe noch mit dem aus der Serie bekannten Kirschkuchen und – wie Agent Cooper es immer formulierte – „verdammt gutem Kaffee“.

## Gegenstände
Obwohl Garmonbozia schon in der Serie vorkommt, wird seine reale Bedeutung erst im Prequel zur Serie, Twin Peaks – Der Film bekannt. Im physischen Sinn nimmt Garmonbozia die Form von gekochtem Mais an. In der Serie zu sehen ist es, als Donna Lauras Essen-auf-Rädern-Route übernimmt und den Tremonds (eine ältere Dame und ihr magisch begabter Enkel Pierre) gekochten Mais vorbeibringt.
Im weiteren Sinn bezeichnet Garmonbozia „den Schmerz und das Leid“ der Menschen. Sowohl für Bob als auch für Mike und die anderen Bewohner der Schwarzen Hütte dient es als Hauptnahrungsmittel (und wahrscheinlich auch als Droge).

## Auszeichnungen (Auswahl)
Twin Peaks wurde mit 13 Filmpreisen ausgezeichnet und für 39 weitere nominiert. 1990 bekam die Serie 14-Emmy-Nominierungen, konnte aber nur 2 davon gewinnen. Mark Frost dazu: „Die Emmy-Academy, die Television Academy of Arts and Sciences oder wie sie sich nennen, ist eine sehr konservative, unflexible Organisation. Und sie sind nicht offen für Innovation bei den Auszeichnungen. Für mich war das eine Bestätigung unseres Außenseiterstatus. Wir haben nicht versucht, konventionell zu sein. Warum sollten wir konventionelle Auszeichnungen erwarten?“
Darüber hinaus wurden Kyle MacLachlan, Piper Laurie sowie das Schöpferteam Lynch/Frost 1991 mit jeweils einem Golden Globe ausgezeichnet. Johanna Ray bekam einen Artios-Award der Casting Society of America für das beste Casting in einer Fernsehserie verliehen und die Serie wurde mit dem britischen Broadcasting Press Guild Award für die beste ausländische Fernsehserie geehrt.

## Wiederbelebung durch Showtime
Mark Frost und David Lynch trafen sich im August 2012, um in Hinblick auf das 25-jährige Jubiläum der Serie an einer Fortsetzung zu arbeiten. Nach dem Schreiben erster Skriptentwürfe machten sie sich auf die Suche nach einem geeigneten Fernsehsender. Am 6. Oktober 2014 gab der Kabelsender Showtime bekannt, dass eine dritte Staffel geplant ist. Mit Frost und Lynch wurde vereinbart, dass diese neun Folgen umfassen soll, die auf einem einzigen 400-seitigen Skript basieren. Ziel war es, dass alle Folgen gleichzeitig gedreht werden, Lynch dabei Regie führt und am Ende die einzelnen Szenen zu Episoden geschnitten werden. Einen Hinweis auf eine mögliche Fortsetzung zu einem späteren Zeitpunkt gab es bereits in der dritten Episode Zen oder die Kunst, einen Mörder zu fassen (1990). In dieser Episode begegnet Cooper als älterer Mann der ermordeten Laura Palmer sowie einem kleinwüchsigen Mann. Im Verlauf dieser Szene sagt Laura zu Cooper: „I’ll see you again in 25 years.“ („Ich werde Sie in 25 Jahren wiedersehen.“).
Bei der Fortsetzung waren ausschließlich Frost und Lynch für die Drehbücher verantwortlich. Als erster Darsteller aus den früheren Staffeln wurde Kyle MacLachlan verpflichtet. Regie sollte wieder David Lynch führen. Im April 2015 erklärte Lynch jedoch, dass seine Vertragsverhandlungen mit Showtime gescheitert seien und er nicht Regie führen werde. Grund hierfür waren Budgetsorgen bei Showtime. Lynch hoffte mehr Episoden als die neun vertraglich zugesicherten zu produzieren. Nach Protesten in sozialen Netzwerken gaben Lynch und Showtime einen Monat später bekannt, dass es nun doch zu einer Einigung gekommen sei. Auch seien nun mehr als die anfänglich geplanten neun Episoden bestellt. Die Kosten für die neue Staffel lagen dabei in einer ähnlichen Größenordnung wie von anderen Showtime-Dramaserien. Die Produktion sollte ursprünglich im September 2015 beginnen, wurde jedoch auf 2016 verschoben. Die Ausstrahlung begann am 21. Mai 2017. Die ersten beiden der 18 neuen Episoden wurden zudem bei den Internationalen Filmfestspielen von Cannes 2017 gezeigt. Die Handlung der dritten Staffel soll in eine andere Richtung gehen als noch ihre beiden Vorgänger. Mit Details halten sich die Verantwortlichen bei ihrem Marketing für die Serie sehr zurück. Gedreht wurde bis Ende des Jahres 2016, zum Teil wieder in Snoqualmie, Washington. Die meisten Drehtage fanden jedoch in Südkalifornien statt. Im Gegensatz zur Vorgeschichte soll es auch Handlungsbögen geben, die nicht im Pazifischen Nordwesten verortet sind.
Insgesamt wurden über 200 neue Figuren für die dritte Staffel geschrieben, die unter anderem von Laura Dern, Naomi Watts, Michael Cera, Jennifer Jason Leigh, Ashley Judd, Tim Roth und Robert Forster verkörpert werden. Zudem spielen neben MacLachlan auch einige weitere Darsteller der ersten beiden Staffeln ihre Rollen wieder, wie Mädchen Amick (Shelly Johnson), Sherilyn Fenn (Audrey Horne), Sheryl Lee (Laura Palmer), David Lynch (FBI-Chief Gordon Cole), David Duchovny (Denise Bryson), Dana Ashbrook (Bobby Briggs), Harry Goaz (Deputy Andy Brennan), Kimmy Robertson (Lucy Moran/Brennan), Grace Zabriskie (Sarah Palmer) und Ray Wise (Leland Palmer). Einige Schauspieler wie Warren Frost (Dr. Will Hayward), Catherine E. Coulson (The Log Lady) und Miguel Ferrer (FBI-Agent Albert Rosenfeld) nehmen zwar an der Serie teil, verstarben aber vor der Premiere. Andere Darsteller früherer Hauptrollen wie Michael Ontkean (Sheriff Harry S. Truman), Joan Chen (Josie Packard) und Lara Flynn Boyle (Donna Hayward) kehren nicht zurück.
Einige Folgen der neuen Staffel enthalten zudem Auftritte von Bands im Roadhouse (offizieller Name The Bang Bang Bar), einer Kneipe in Twin Peaks. Folgende Lieder werden in der Serie vorgetragen:
- Folge 3x02: Shadow – Chromatics
- Folge 3x03: Mississippi – The Cactus Blossoms
- Folge 3x04: Lark – Au Revoir Simone
- Folge 3x05: Snake Eyes – Trouble
- Folge 3x06: Tarifa – Sharon Van Etten
- Folge 3x08: She’s Gone Away – Nine Inch Nails
- Folge 3x09: Human – Hudson Mohawke & A Violent Yet Flammable World – Au Revoir Simone
- Folge 3x10: No Stars – Rebekah Del Rio (mit Moby, Nick Launay & Mick Flowers)
- Folge 3x12: Saturday – Chromatics
- Folge 3x13: Just You – James Marshall (als James Hurley)
- Folge 3x14: Wild West – Lissie
- Folge 3x15: Axolotl – The Veils
- Folge 3x16: Out of Sand – Eddie Vedder
- Folge 3x17: The World Spins – Julee Cruise

In den USA wurden am 21. Mai 2017 die ersten beiden Episoden von Twin Peaks: The Return beim Sender Showtime ausgestrahlt. Nach Angaben von Showtime war dies der Tag und das Wochenende mit den meisten Anmeldungen in der Geschichte des Netzwerks.
Hauptdarsteller Kyle MacLachlan wurde für die Wiederaufnahme seiner Rolle des Dale Cooper erneut für einen Golden Globe als bester Hauptdarsteller nominiert, musste sich letztendlich aber Ewan McGregor geschlagen geben. Er gewann allerdings einen Dorian Award in der Kategorie TV Performance of the Year – Actor sowie einen Saturn Award in der Kategorie Best Actor on Television.
Das französische Filmmagazin Cahiers du Cinéma wählte David Lynchs Twin Peaks: The Return zum besten Film des Jahrzehnts. Diese Entscheidung löste eine Diskussion unter Kritikern und Zuschauern darüber aus, ob das Werk als Fernsehserie oder doch als filmisches Werk verstanden werden sollte.

## DVD- und Blu-ray-Disc-Veröffentlichungen
Die erste Staffel wurde in Deutschland im November 2002 auf DVD veröffentlicht. Wegen Lizenzstreitigkeiten verzögerte sich das Erscheinen der zweiten Staffel um mehrere Jahre. Weltweite Proteste der Fangemeinde blieben zunächst wirkungslos. Der erste Teil der zweiten Staffel ist seit Januar 2007 erhältlich, der zweite Teil seit Anfang April desselben Jahres. Seit Oktober 2007 ist auch eine „Gold Box“ mit den beiden ersten Staffeln und umfangreichem Bonusmaterial erhältlich. Im März 2018 erschien dann auch die dritte Staffel auf DVD.
Nachdem die ersten beiden Staffeln auf iTunes (USA) bereits in Full-HD-Qualität liefen, wurde im April 2014 bekannt, dass CBS und David Lynch an einer Blu-ray-Edition arbeiteten, die im Juli 2014 als Twin Peaks – The Entire Mystery im Pappschuber veröffentlicht wurde und neben den ersten beiden Staffeln auch Twin Peaks – Der Film beinhaltete (bei der Werbekampagne wurden 90 Minuten entfallener Szenen des Kinofilms hervorgehoben, während sich entfallene Szenen aus der Fernsehserie auf insgesamt 14 Minuten beschränken). Eine zweite Auflage erfolgte in Kunststoff-Box mit dem Titel Twin Peaks – Das Ganze Geheimnis im Oktober 2016 (beide Fernsehstaffeln 1.33:1 Originalbildformat der 4:3 Ausstrahlung).
Die 18-teilige dritte Staffel Twin Peaks – A Limited Event Series erschien im März 2018 als Pappschuber-Edition, gefolgt von einer Kunststoff-Box Edition im Dezember 2019 (zeitgleich mit Twin Peaks – The Television Collection welche alle drei Fernsehstaffeln ohne den Kinofilm umfasst).
Im Januar 2020 wurde die Limited Deluxe Edition Twin Peaks von Z bis A veröffentlicht, welche alle drei Staffeln, den Kinofilm sowie sechs Stunden zusätzliches, bisher unveröffentlichtes Bonusmaterial enthält (wobei sich ungeschnittene bzw. entfallene Szenen auf die Roadhouse-Gesangs-Darbietungen der dritten Staffel beschränken).